# Збжа (Келецький повіт)
Збжа (пол. Zbrza) — село в Польщі, у гміні Моравиця Келецького повіту Свентокшиського воєводства.
Населення — 370 осіб (2011).
У 1975-1998 роках село належало до Келецького воєводства.

## Демографія
Демографічна структура на день 31 березня 2011 року:
|          | Загалом | Допрацездатний вік | Працездатний вік | Постпрацездатний вік |
| -------- | ------- | ------------------ | ---------------- | -------------------- |
| Чоловіки | 189     | 45                 | 126              | 18                   |
| Жінки    | 181     | 37                 | 108              | 36                   |
| Разом    | 370     | 82                 | 234              | 54                   |